# Месарош, Андраш
Андраш Месарош (венг. Mészáros András, 8 апреля 1922 года, Будапешт — 19 октября 2007 года, Будапешт) — венгерский художник-график и карикатурист.

## Биография
По окончании художественной школы по классу графики стал плакатистом: рисовал рекламные плакаты, позже (1943—1955) стал рисовать киноафиши и политические плакаты. По его словам, «параллельно семь лет работал журналистом, но в конце концов этот брачный союз двух профессий распался — верх взяло художественное начало».

С 1949-го по 1955 годы работал в газете Népszava, а с 1957-го по 1992-й являлся штатным сотрудником газеты Népszabadság. С 1957-го по 1990 годы сотрудничал в сатирическом журнале «Ludas Matyi». Иллюстрировал книги.

Принимал участие как в венгерских (Чепель, Шиофок, Сегедь, Сомбатхей, Всемирное биеннале в Ниредьхазе (дважды — в 1983 и 1985 годах)), так и в зарубежных выставках (София, Москва, Краков (1963), Скопье (1969), Монреальская международная выставка карикатуры (1974), Габрово (1977), Анкона (1979), Стамбул (1988)). Лауреат премии Михая Мункачи (1978), присуждаемой за достижения в области изобразительного искусства. Заслуженный художник Венгрии (1983).

Альбом его карикатур вышел в 1985 году. Предисловие к нему написал редактор журнала «Ludas Matyi» Йожеф Аркуш.

В СССР карикатуры Андраша Месароша были опубликованы в альбоме, выпущенном издательством «Советский художник» (серия «Мастера карикатуры социалистических стран») — «Балаж Балаж-Пири, Андраш Месарош» (1983).